# Ellis and Burnand Tramway (Mangapehi)
| Climax-Lokomotive mit einem Langholzzug auf der Waldbahn bei Mangapehi um 1922 |                   |                                       |                                       |
| Streckenlänge: | 18–23 km          |                                       |                                       |
| Spurweite: | 1067 mm (Kapspur) |                                       |                                       |
| Maximale Neigung: | 66 ‰              |                                       |                                       |
| |                   |                                       |                                       |
| \| \| 0 \| NZR-NIMT von Ongarue nach Te Kūiti \| NZR-NIMT von Ongarue nach Te Kūiti \| \| \| \| Mangapehi \| \| \| \| 23 \| Mit Totara und Rimu bewachsener Busch \| Mit Totara und Rimu bewachsener Busch \| |                   |                                       |                                       |
| Abzweig quer und ehemals von links | 0                 | NZR-NIMT von Ongarue nach Te Kūiti    | NZR-NIMT von Ongarue nach Te Kūiti    |
| Bahnhof (Strecke außer Betrieb) |                   | Mangapehi                             | Mangapehi                             |
| | 23                | Mit Totara und Rimu bewachsener Busch | Mit Totara und Rimu bewachsener Busch |

Die Ellis and Burnand Tramway war eine von 1903/04 bis Ende der 1960er Jahre betriebene Kapspur-Waldbahn von 18 bis 23 Kilometer Länge mit zum Teil hölzernen Schienen bei Mangapehi auf der Nordinsel von Neuseeland.

## Geschichte

### Planung
Nachdem die North Island Main Trunk Railway (NIMT) des New Zealand Railways Department (NZR) auf dem North Island Volcanic Plateau fertiggestellt worden war, planten John William Ellis und Harry Burnand den Bau einer Waldeisenbahn von ihrem Sägewerk am Bahnhof in Mangapehi 30 km südlich von Te Kūiti in den mit Totara and Rimu bewachsenen Busch. Die NZR benötigte in dieser Zeit viele Totara-Holz-Schwellen für den Eisenbahnbau. 1900 wurden 10.000 Schwellen nach Mangapehi geliefert und 1901 sogar 20.000 nach Ongarue. 1903 wurden 5.000 nach Mangapehi und weitere 3.000 nach Ongarue geliefert.

### Bau
Die Bauarbeiten begannen 1902, sodass 1903/04 das Sägewerk in Mangapehi und die ersten 18 Kilometer der Waldbahnstrecke mit einer Spurweite von 1067 mm (3 Fuß 6 Zoll) eröffnet werden konnten. Der Eisenbahnbau wurde 1904 fortgesetzt. 1905 wurde eine Climax-Lokomotive der B-Klasse aus Pennsylvania importiert, die die Steilstrecken mit 66 ‰ (1 : 15) besser als die bisher eingesetzten Zugpferde bewältigen konnte. Das Sägewerk von Mangapehi hatte 1909 bereits ein 23 Kilometer langes Waldbahnnetz, das für durchschnittlich 1.000 £ pro Meile verlegt worden war.

### Betrieb

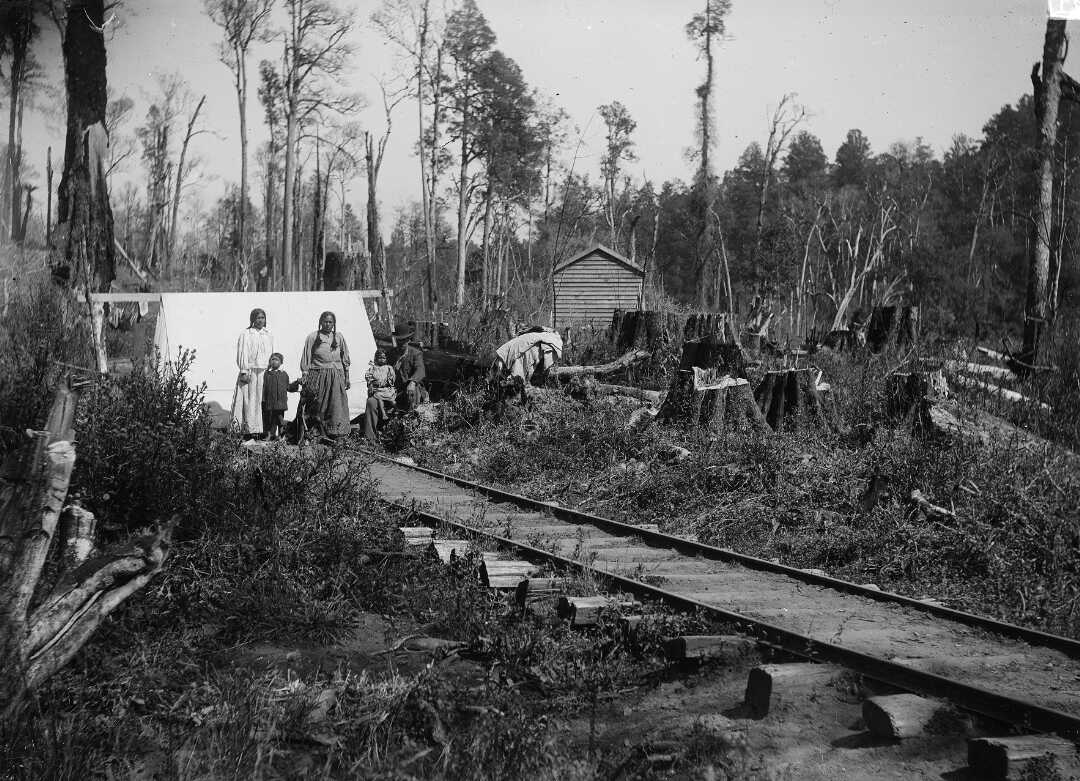
Eine Gruppe von Māori schlug um 1910 aus Protest gegen Ellis and Burnand auf der Waldbahn ein Zelt auf

John William Ellis war ein vertraulicher Berater des Māori-Königs Tāwhiao, was ihm dabei half, die Holzrechte in weitausgedehnten Buschgebieten bei Manunui, Otorohanga und am Mangapehi River zu erhalten, sodass er sich auf den Holzhandel fokussierte und 1897 seine zuvor betriebenen Läden schloss. Dadurch expandierte sein Unternehmen ungewöhnlich schnell, über das er 1909 sagte: „Meine Firma besitzt für den Sägewerksbetrieb kein königliches Land außer den Grundstücken, auf denen die Sägewerke in Manunui and Mangapeehi stehen. Unsere Holzrechte beruhen ausschließlich auf Verträgen mit den Eingeborenen“ (My company hold no Crown land for sawmilling purposes other than the sawmillsites at Manunui and Mangapeehi. Our timber-rights are all in the form of agreements with Natives). Andere in den 1900er Jahren gegründete Sägewerke hatten Schwierigkeiten, Nutzungsrechte für den einheimischen Busch zu bekommen. Die Expansion wurde auch durch die Entwicklung und Nutzung von dampfbetriebenen Seilwinden statt Ochsengespannen beschleunigt, wodurch andernfalls unzugängliche Buschgebiete profitabel abgeholzt werden konnten.

### Wertentwicklung
Der Kapitalwert von Ellis and Burnand’s betrug 1903 etwa 30.000 £. Um die aufwendige Entwicklung zu finanzieren, verhandelte das Unternehmen mit der Kauri Timber Company in Melbourne, die sich 1904 mit 47,5 % an Ellis and Burnand beteiligte. Bis 1907 erlöste das Sägewerk in Mangapehi keinen Profit, aber von 1908 bis 1911 erzielte es jeweils etwa 10.000 bis 18.000 £ pro Jahr. Der Wert der Firma war bis 1909 auf 75.000 £ angestiegen. Das Unternehmen beschäftigte im King Country an vier Standorten 300 bis 400 Angestellte und schlug und verarbeitete 460.000 Festmeter (1,5 Mio. Fuß) Holz pro Jahr.

### Gebäude

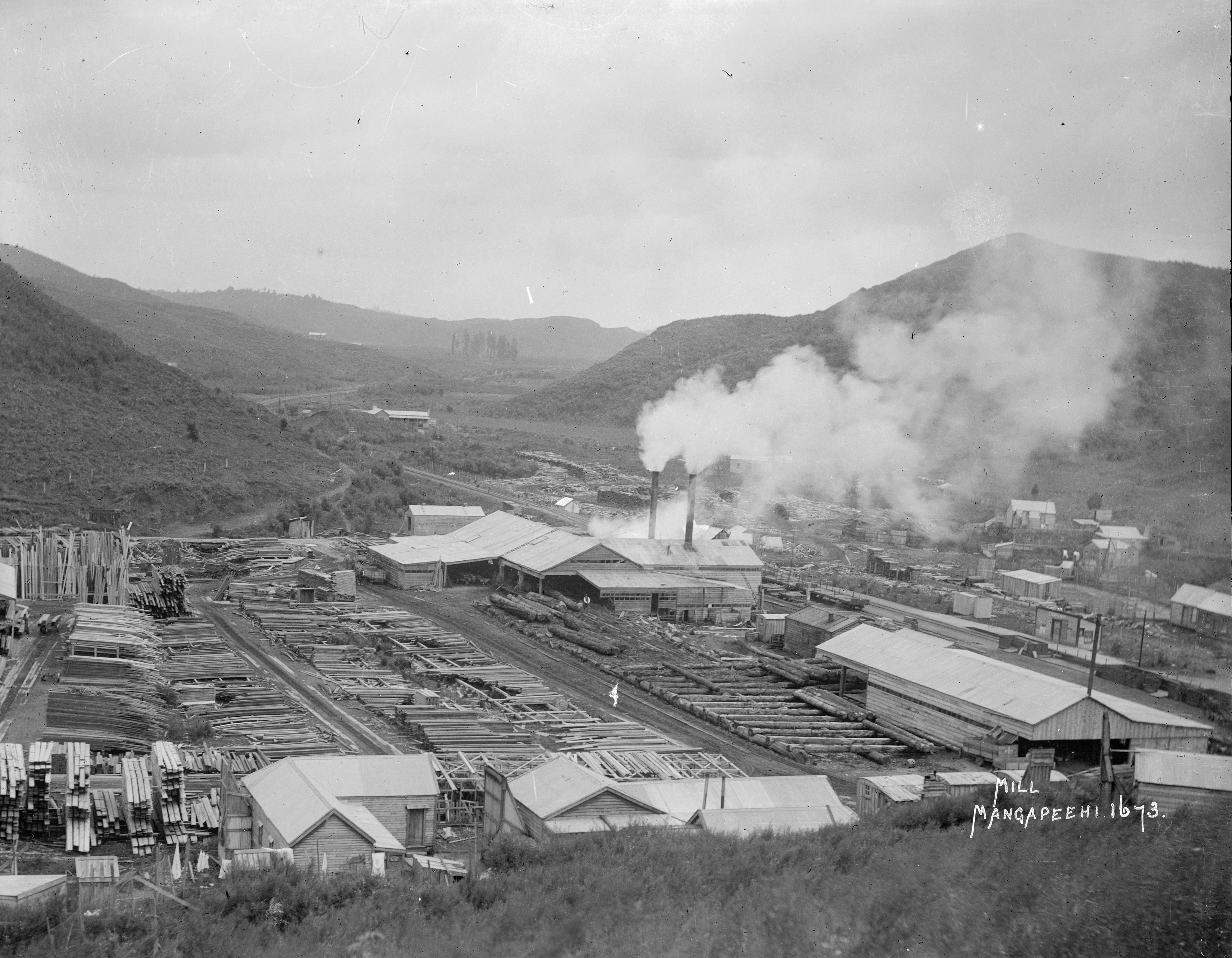
Das Sägewerk in Mangapehi

Das Sägewerk in Mangapehi lag so abgelegen, dass das Unternehmen im Rahmen der Entwicklung eine Versammlungshalle, einen Social Club, Billard-Zimmer sowie Bowling-, Croquet-, Tennis-, Fußball-Plätze, ein Cricketfeld, ein Postamt, eine Schule, einen Laden, eine Arztpraxis, eine Krankenwagenhalle, eine öffentliche Bibliothek und eine Bahnstation bauen musste.

### Profitabilität und Schließung
Das Unternehmen profitierte 1908 bis 1924 von der Inflation, durch die der Erlös für Schnittholz aufgrund eines 1925 abgeschlossenen Vertrags anstieg. In dieser Zeit arbeiteten nahezu 200 Mitarbeiter in Mangapehi. Nachdem die Hayward Timber Company 1936 in Waimiha die drei anderen Sägewerke und Waldgebiete von Ellis and Burnand erworben hatte, wurden Letztere bis 1945 weitgehend abgeholzt, sodass die Hütten, die Säge und die meisten Mitarbeiter nach Mangapehi umgesiedelt wurden. Das dortige Sägewerk war weiterhin in Betrieb und wurde in den späten 1960er Jahren geschlossen.

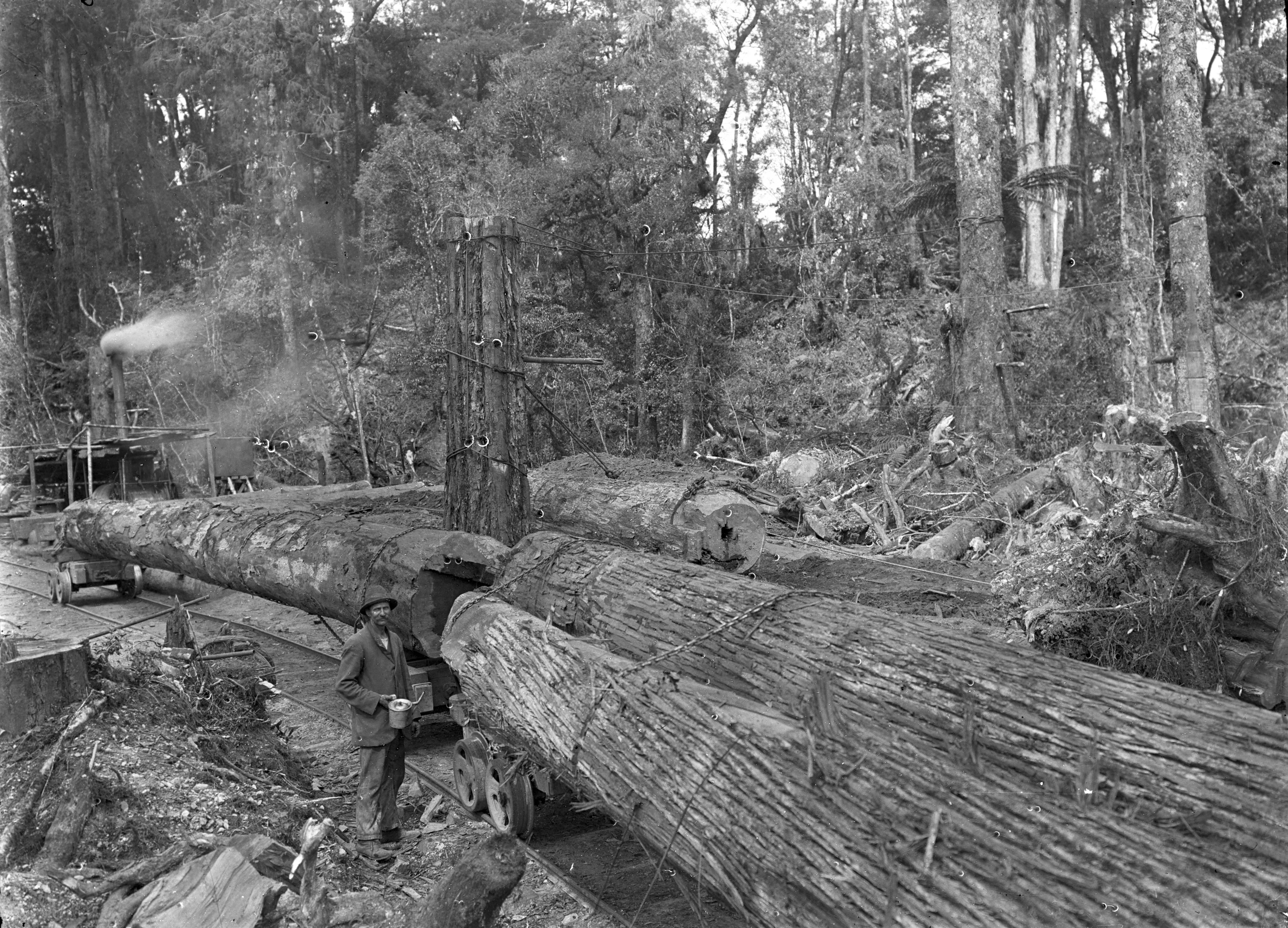
Langholztransport auf hölzernen Loren, 1920
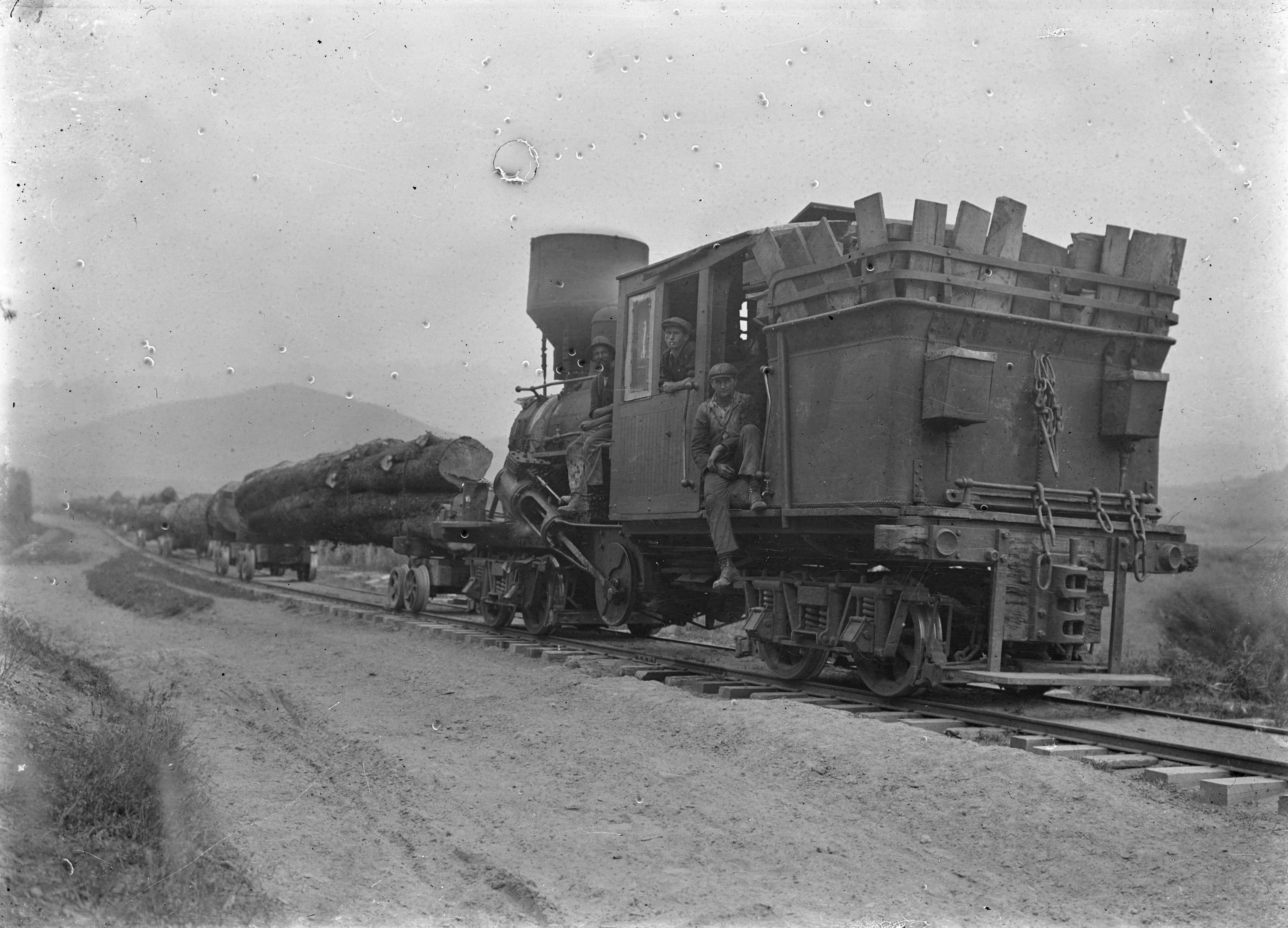
Climax-Lokomotive, 1915–1926
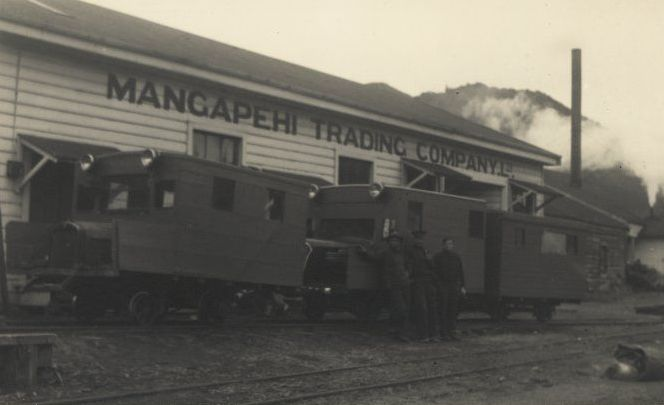
Schienenbusse, 1940–1960

### Überreste
Es gibt noch ein hölzernes Bahnhofsgebäude in Mangapehi. Darüber hinaus sind fünf in Mangapehi eingesetzte Dampflokomotiven an verschiedenen Orten in Neuseeland erhalten:
| Achsfolge | Hersteller               | Werks-Nr., Baujahr | Einsatz                                | Heutiger Standort(2008)                                |
| --------- | ------------------------ | ------------------ | -------------------------------------- | ------------------------------------------------------ |
| 0-4-4-0BT | Climax Manufacturing Co. | Nr. 1650 von 1924  | 1960–1969 J. Melse, Mangapehi          | Bush Tramway Club, Swabey & Willmot                    |
| 0-4-4-0BT | Climax Manufacturing Co. | Nr. 522 von 1904   | 1904–1954 Ellis and Burnand, Mangapehi | Tokomaru Steam Museum                                  |
| 0-4-4-0BT | Climax Manufacturing Co. | Nr. 1203 von 1913  | 1944–1953 Ellis and Burnand, Mangapehi | West Coast Historical & Mechanical Society, Shantytown |
| 0-4-4-0T  | A. & G. Price            | Nr. 111 von 1923   | 1935–1944 Ellis and Burnand, Mangapehi | Bush Tramway Club, Swabey & Willmot                    |
| 0-6-0ST   | Dübs & Co                | Nr. 1364 von 1880  | 1946–1956 Ellis and Burnand, Mangapehi | Hamilton Park                                          |